# Energibolaget i Sverige
Energibolaget i Sverige AB var ett svenskt elhandelsföretag som tillhandahöll el till lägenhetskunder och företagskunder. 
Företaget bildades 1999, hade en omsättning på cirka 750 miljoner kronor och hade cirka 150 000 kunder. Huvudkontoret låg i Haninge, VD var Peter Wärme och företaget hade 60 anställda.
Energibolaget hade två dotterbolag i Sverige, Inget Extra ebs AB och Min El ebs AB, samt Suomen Energiayhtiö Oy i Finland och Compañia Escandinava de Electricidad en España i Spanien.
Energibolaget i Sverige med dotterbolaget Min El köptes upp av Hafslundkoncernen under 2010.
2014 meddelades det att Energibolaget i Sverige avvecklas och tas över av Sveriges Energi, ett bolag tidigare startat av Hafslundskoncernen för att komma in på svenska marknaden. Personalen i Sverige flyttades över till ett annat bolag och friställdes sedermera för att kunna kringgå LAS. 

## Anmälningar
Under tiden 2011-01-03 t o m 2013-10-07 har 407 anmälningar kommit in till Konsumentverket mot Energibolaget i Sverige AB. Anmälningarna avser exempelvis negativ avtalsbindning, ingått avtal utan godkännande, uppringningar med tysta samtal, vilseledande marknadsföring av el, oskäliga avtalsvillkor, dock har inga anmälningar lett till direkt åtgärd då samtliga anmälningar om negativ avtalsbindning visade sig vara felaktiga.
Energibolaget i Sverige AB ska inte förväxlas med Energibolaget Fastighetskontroll Sverige AB (https://energibolagetab.se/) 